# جمعية كشافة الرسالة الإسلامية

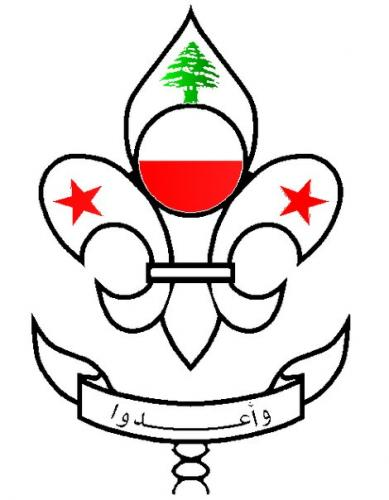
شعار الكشاف

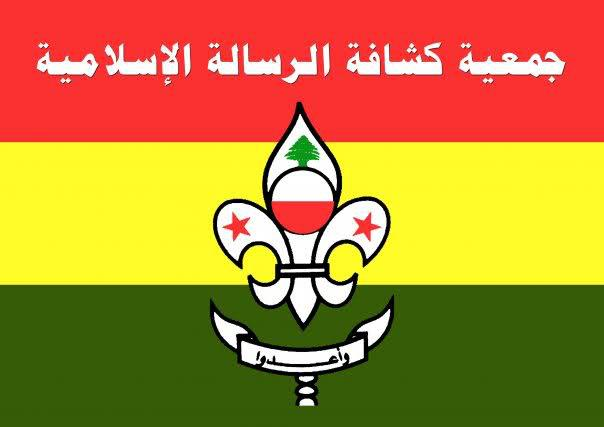
علم الكشاف

جمعية كشافة الرسالة الإسلامية هي جمعية كشفية لبنانية، أسسها المرجع الشيعي اللبناني السيد موسى الصدر.

## تاريخ جمعية كشافة الرسالة الإسلامية
عرّف موسى الصدر الكشفية بأنها من أنواع صيانة المجتمع وأكثرها إنسانية وأعطاها حيزاً من اهتماماته لإيمانه بأهمية العمل الكشفي في إيجاد الجيل الملتزم.
وعمل الإمام الصدر على تشجيع إنشاء الوحدات الكشفية في القرى والبلدات وبدأ العمل بتأسيس أول فوج في حي السلم (مدينة الكرامة) وأطلق عليه اسم «فوج الرسالة الإسلامية» وبعد تغييب الإمام أطلق عليه اسم «فوج الصدر الأول». وكانت أولى نشاطات الفوج المشاركة في ذكرى أربعين الدكتور علي شريعتي في المدرسة العاملية في أيار من عام 1977.
تلا ذلك إنشاء فرقة كشفية حملت اسم فرقة «أبا ذر الغفاري» في مؤسسة جبل عامل المهنية – صور بقيادة الشهيد القائد حسن داوود.
بارك الإمام الصدر هذه الخطوات وقدّم ما يلزم من دعم وتشجيع، وبعد أشهر عدة انتشر العمل الكشفي بسرعة فائقة في أنحاء متعددة من قرى وبلدات الجنوب والبقاع وبيروت وأطلق على الجمعية اسم «جمعية كشافة الرسالة الإسلامية».
قام السيد موسى الصدر ومجموعة من علماء الدين الشيعة والسنة بتأسيس الجمعية عام 1977.
في عام 1979 أقيم أول مؤتمر كشفي للقادة ووضعت فيه أسس انطلاقة الجمعية.
في عام 1980 أقيمت أول دورة تدريبية وأطلق عليها اسم «دورة شهداء عين البنية» وتشكلت في نفس العام أول قيادة عامة ومفوضية عامة للجمعية. كما وأقيم المؤتمر الثاني للقادة في مدينة الزهراء في خلدة حيث أقر النظامين الداخلي والأساسي للجمعية.
في عام 1981 أقيم المؤتمر الثالث للقادة في حي السلم وأنشأت في العام نفسه أول فرقة موسيقية للجمعية في برج البراجنة بقيادة الشهيد القائد رامز خليفة سميت لاحقاً باسمه.
في عام 1983 حصلت الجمعية على علم وخبر حمل الرقم 4 تاريخ 4/1/1983.
في عام 1991 انضمت الجمعية إلى اتحاد كشاف لبنان.
تضم الجمعية حالياً ما يقارب 275 فوج كشفي يتوزعون على مفوضيات ومناطق البقاع وبيروت وجبل لبنان والجنوب وجبل عامل.

## أهداف وغايات كشافة الرسالة الإسلامية
1. الأسباب الموجبة: 
- مصير الوطن الحبيب المهدد والمحاط بالأخطار من كل جانب.
- الفساد الموجود في المجتمع واستشراء التحلل الأخلاقي وهذا خطر كبير على مسيرة الإنسان في هذا الوطن.

2. الأهداف:
- بناء الوطن الصالح الخيِّر وجمع الطاقات الخيِّرة وتنمية المواهب وذلك لإرساء قواعد الإصلاح المتينة الكفيلة بحفظ الإنسان من كل أنواع الفساد والسوء.

3. الغايات:
- إعداد الفتيان على أساس الإيمان بالله والرسل والوطن.
- إعداد جيل من الفتيان والفتيات نيّرين في عقولهم كرماء في أخلاقهم، أقوياء في أجسادهم، ينشدون الخير والفلاح لمجتمعهم ويعتبرون كل بني الإنسان إخواناً لهم.
- العمل على إصلاح ذات البين في المجتمع والدعوة لنشر الفضيلة والأخلاق الحميدة.
- مساعدة الأيتام والفقراء والمحتاجين والعجز.
- رعاية الشبان رياضياً وخلقياً وصحياً من خلال اللجان الرياضية.
- التثقيف على أساس الأخذ بتراث الأمة وتاريخها.[2]